# كالوم غالاغير
كالوم غالاغير (بالإنجليزية: Calum Gallagher)‏ (13 سبتمبر 1994 في المملكة المتحدة - ) هو لاعب كرة قدم بريطاني في مركز الهجوم. لعب مع نادي رينجرز ونادي سانت ميرين ونادي ألوا أثليتيك ونادي ستيرلينغشير الشرقية ونادي كاودينبيث لكرة القدم.

## وصلات خارجية
- كالوم غالاغير على موقع قاعدة بيانات كرة القدم.إي يو (الإنجليزية)
- كالوم غالاغير على موقع Soccerbase.com (لاعب) (الإنجليزية)
- كالوم غالاغير على موقع Soccerway.com (الإنجليزية)